# Ponitz
Ponitz település Németországban, azon belül Türingiában. Lakosainak száma 1479 fő (2023. december 31.).

## Népesség
A település népességének változása:
| Lakosok száma | 1514 | 1531 | 1501 | 1509 | 1479 |
|               | 2017 | 2019 | 2021 | 2022 | 2023 |